# Zsuzsa Körmöczy
Zsuzsa Körmöczy, född 25 augusti 1924, Budapest, Ungern, död 16 september 2006.  Ungersk högerhänt tennisspelare.
Som 20-åring räddades Körmöczy undan Förintelsen genom att den tennisintresserade kung Gustaf V personligen såg till att hon och hennes mor fick svenska skyddspass.
Zsuzsa Körmöczy tillhörde världseliten bland amatörspelare i tennis under andra hälften av 1950-talet. Hon är mest känd för sin singelseger i Grand Slam-turneringen Franska mästerskapen 1958 då hon i finalen besegrade brittiskan Shirley Bloomer (6-4, 1-6, 6-2). Hon nådde finalen i Franska mästerskapen också året därpå, 1959, men förlorade den gången mot brittiskan Christine Truman Janes (4-6, 5-7).
Karriärens sista stora singeltitel vann hon 1960 i Italienska grusmästerskapen i Rom. Hon finalbesegrade där brittiskan Ann Haydon Jones med 6-4, 4-6, 6-1.
Redan 1959 drabbades Körmöczy av en ankelskada som av och till nedsatte hennes rörelseförmåga. Hon upphörde med tävlingsspel efter säsongen 1960, delvis på grund av ankelskadan. 

## Grand Slam-titlar
- Franska mästerskapen
  - Singel - 1958